# サトゥルニノ・エラン
サトゥルニノ・エラン（Saturnino Herrán Guinchard、1887年7月9日 – 1918年10月8日）はメキシコの画家である。メキシコの「文化ナショナリズム」の先駆けになった画家の一人であるが、31歳で病没した。

## 略歴
メキシコ中西部のアグアスカリエンテスで生まれた。父親はメキシコ人でアグアスカリエンテスの書店を経営し、技術学校で会計学を教えていた。母親はスイス出身であった。幼い頃から絵の才能を示していた。1901年から父親が教えていた学校の美術の教師から絵を学び始めた。16歳の時、父親が亡くなった後、18歳で家族とメキシコシティーに移り、電信局で働きながら、メキシコシティの美術学校、アカデミア・デ・サン・カルロス(Academia de San Carlos、1867年から国立美術学校:Escuela Nacional de Bellas Artesの名称であった。)でフリオ・ルエラス(Julio Ruelas)やアントニオ・ファブレス(Antonio Fabres)に学んだ 。優秀な学生として認められて1909年にはアカデミーの教授になった。
1910年に、メキシコ独立戦争開始百周年を祝うために教育大臣がスペイン絵画展を企画し、スペイン画家の作品を展示したが、ドクトル・アトルのペンネームで活動する画家、作家のヘラルド・ムリーリョはメキシコ人画家による展覧会を開き、エランもこの展覧会にレアンドロ・イサギレやヘルマン・ヘドビウス、ロベルト・モンテネグロら多くのメキシコの画家、彫刻家とともに参加し、この展覧会は大成功を収めた。
メキシコの人々や歴史を題材に力強いスタイル描き、1910年代に壁画も描き、1920年代からホセ・バスコンセロスらによって始められる「メキシコ壁画運動」の先駆けとなったが、1918年10月に病没した。

## 作品

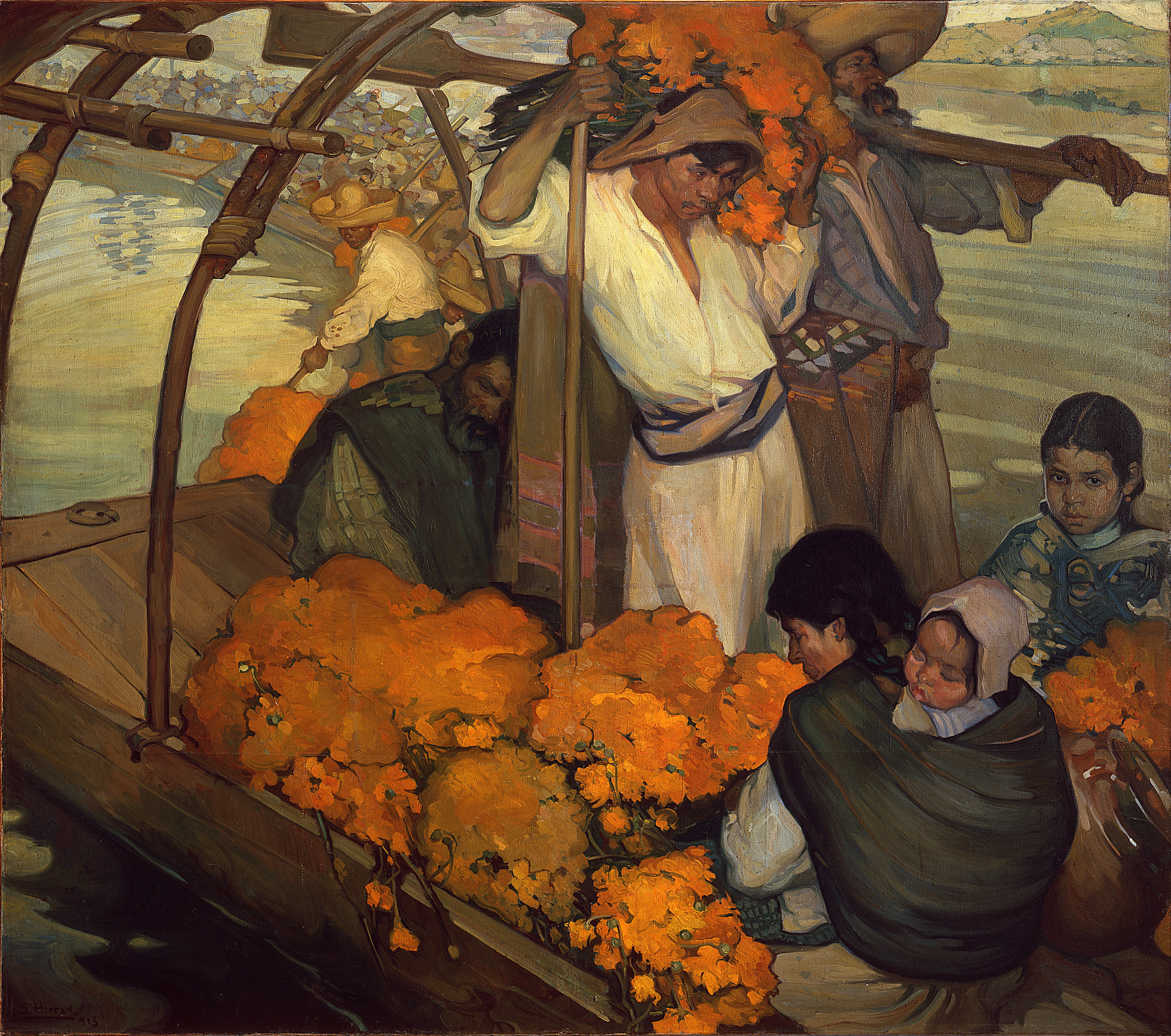
The offering メキシコ国立美術館 蔵
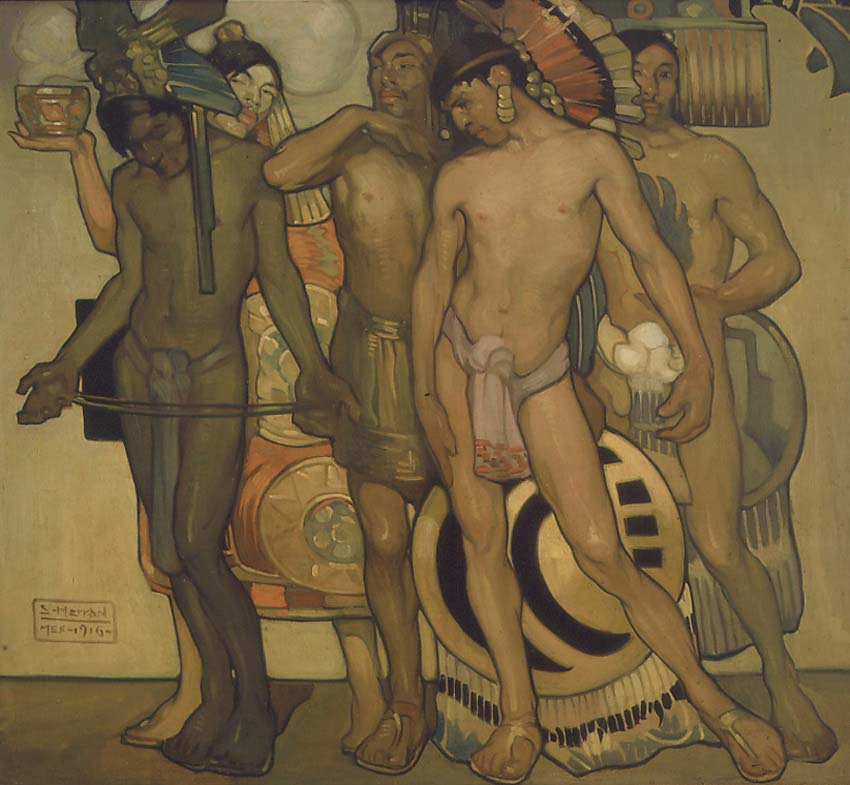
我らの古代の神々(c.1917) Colección Andrés Blaisten
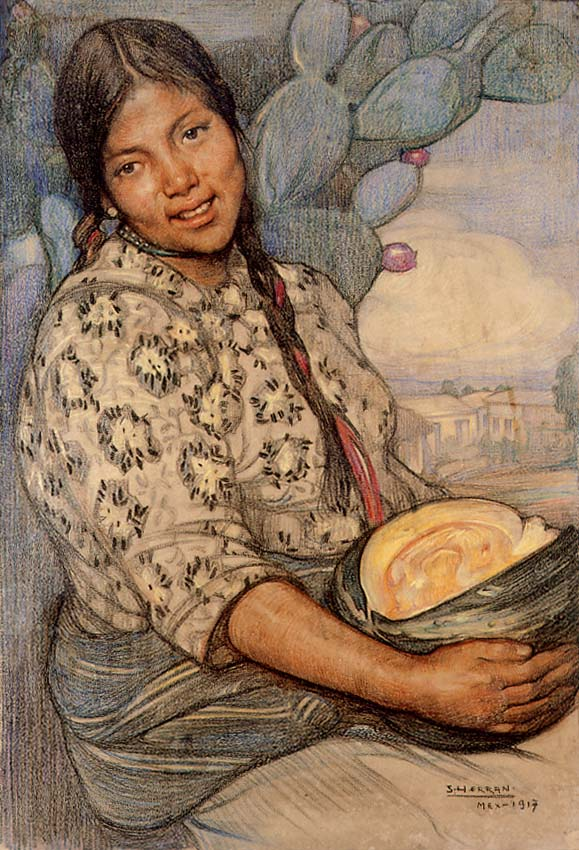
少女とかぼちゃ(.1917) Colección Andrés Blaisten
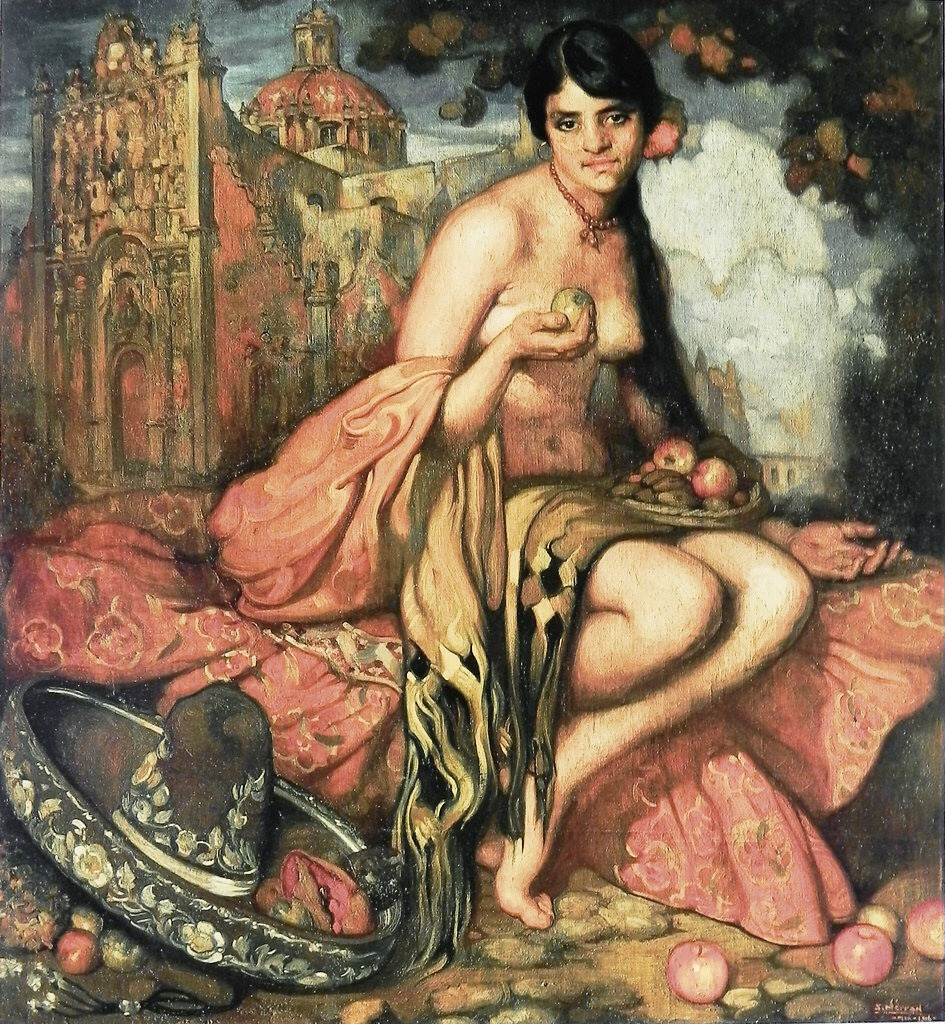
El rebozo.